# Limo Lamluweung
Limo Lamluweung is een bestuurslaag in het regentschap Aceh Besar van de provincie Atjeh, Indonesië. Limo Lamluweung telt 250 inwoners (volkstelling 2010).